# Anseris Mons
Anseris Mons est une montagne de l'hémisphère sud de la planète Mars. Plus précisément, elle est située au nord d'Hellas Planitia et est relativement isolée.